# Rians (Cher)
Rians és un municipi francès del departament del Cher, a la regió Centre - Vall del Loira. És un poble conegut per la seva producció formatgera.